# Гора (Сокальський повіт)
Гора (пол. Góra)  — колишнє село в Україні, у Сокальському районі Львівської області. Знаходилось між Вановом та Белзом.

## Історія
Село детально описане в королівській люстрації 1565 року.
На 1 січня 1939 року у селі мешкало 620 осіб (470 українців-греко-католиків, 30 українців-римокатоликів, 5 поляків, 90 польських колоністів міжвоєнного періоду та 25 євреїв). Село входило до складу ґміни Белз Сокальського повіту Львівського воєводства.
Санкціонована Москвою операція «Вісла» мала вибити ґрунт з-під ніг УПА і позбавити її життєвої бази. Цього врешті було досягнуто. На місці села Гора та інших сіл залишилися лише руїни і згарища. Знищені села не відновлено й досі.

## Карта
- Село Гора у складі Сокальського повіту (1779 рік)[4].
- Село Гора (1861 рік)[5].
- Село Гора (1936 рік)[6].

## Церква
В селі була дуже давня дерев'яна церква Успіння Пресвятої Богородиці, відновлена в 1866 році, яка була дочірньою в парафії села Ванів Белзького деканату Перемишльської єпархії.